# Epirus (Provinz)

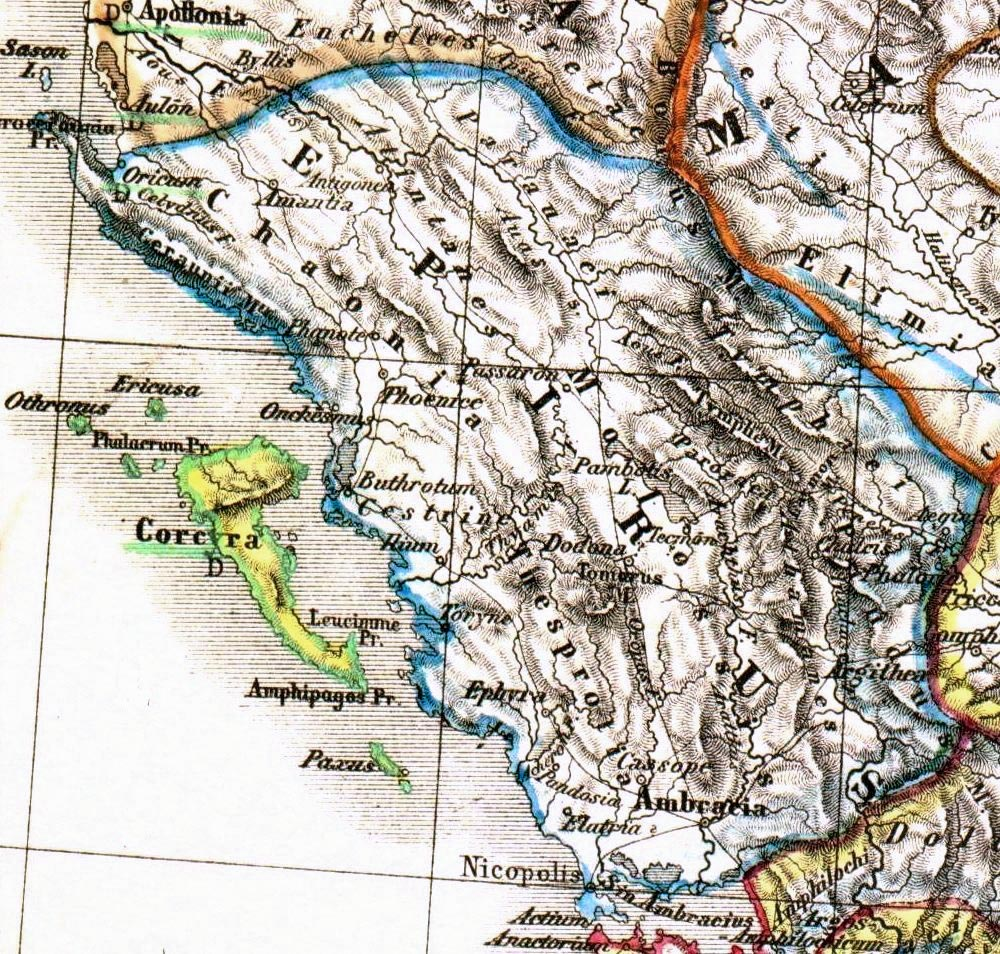
Epirus in der Antike

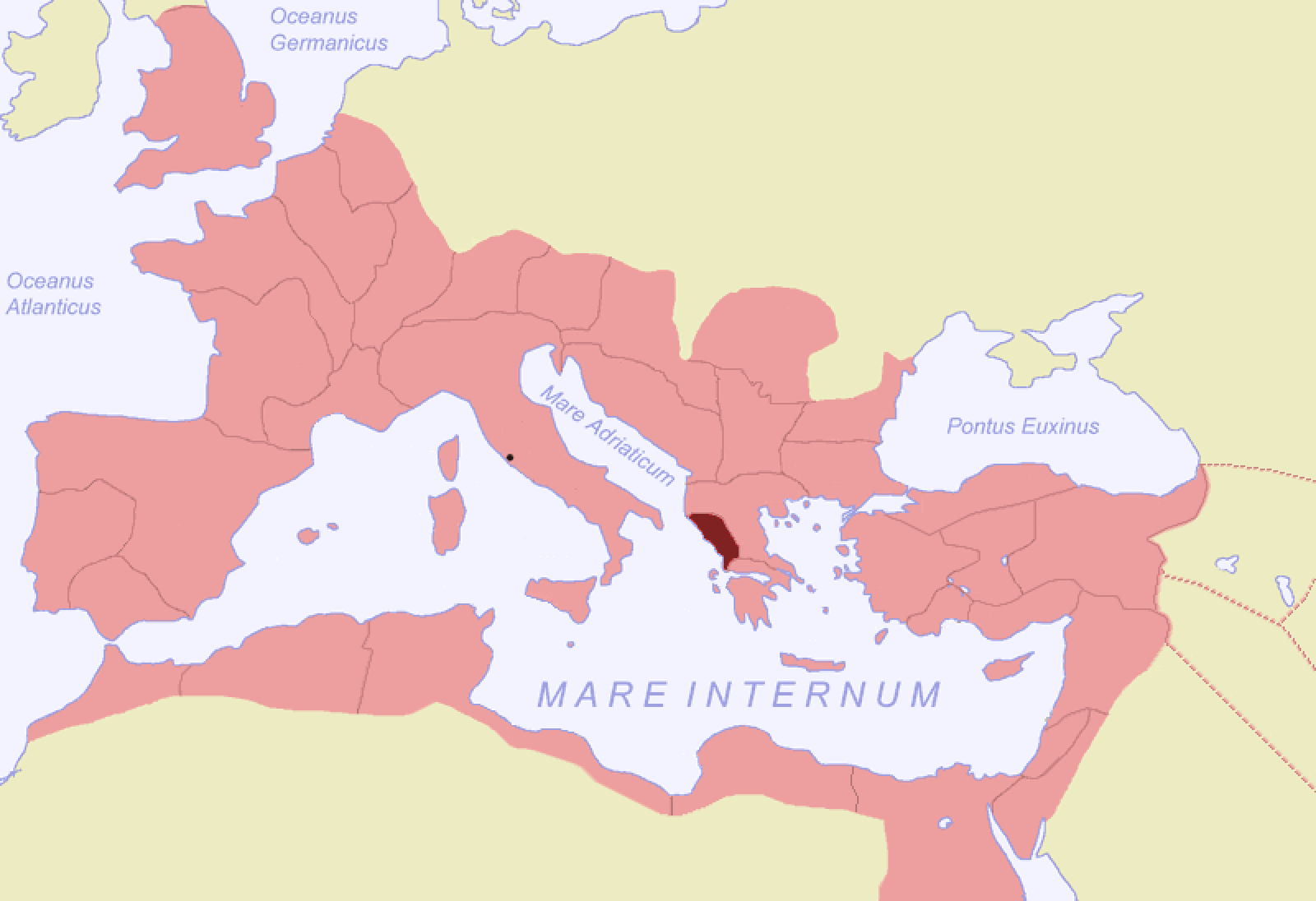
Provinz Epirus im Römischen Reich

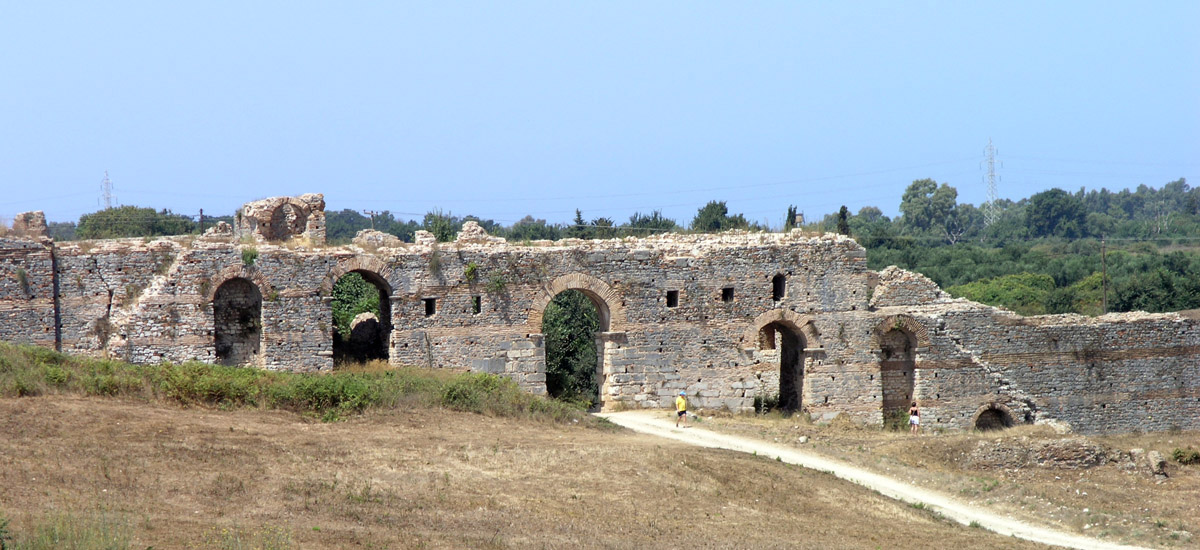
Mauerreste in der Provinzhauptstadt Nicopolis

Epirus war eine römische Provinz, die vom späten 1. Jahrhundert n. Chr. bis in die Spätantike bestand. Sie umfasste die antike Landschaft Epirus und das südlich angrenzende Akarnanien.
Nach der römischen Besetzung von Epirus im Jahr 148 v. Chr. wurde das Land der neu gebildeten Provinz Macedonia angeschlossen. Nach 27 v. Chr. gehörte Epirus dann zur Provinz Achaea. Der gräkophile Kaiser Nero erklärte die Landschaft wie die anderen griechischen Gebiete 67 n. Chr. für frei und hob die Provinzialverwaltung auf, dies hatte aber nur drei Jahre Bestand. Spätestens unter Trajan wurde schließlich die kaiserliche Provinz Epirus eingerichtet.
Diese hatte bis in die Spätantike hinein Bestand und gehörte zu den wenigen Provinzen, deren Grenzen bei der Verwaltungsreform des Kaisers Diokletian Ende des 3. Jahrhunderts nicht neu gezogen wurden. Zur Unterscheidung von der in dieser Zeit gebildeten Provinz Epirus nova („Neu-Epirus“) wurde sie aber nun Epirus vetus („Alt-Epirus“) genannt. Hauptstadt war die von Kaiser Augustus gegründete Kolonie Nicopolis.
Im 9. Jahrhundert trat an die Stelle der Provinz das byzantinische Thema Nikopolis.